# Andrea Castelli
Andrea Castelli (Trento, 24 febbraio 1950) è un attore italiano.

## Biografia
Andrea Castelli ha iniziato la carriera di teatrante a Trento nel Club Armonia, la compagnia di suo padre Silvio Castelli. Nel 1976 è assunto, dopo un periodo di collaborazione, alla sede Rai di Trento come programmista-regista, ma nel 1989 si dimette per dedicarsi completamente al teatro. Intanto fonda la libera compagnia de "I Spiazaroi" la quale, con testi innovativi tesi a svecchiare la bolsa tradizione del teatro dialettale trentino, diventa subito popolarissima in Regione e attira tanti giovani.
Nel 1981 ha pubblicato il suo primo libro, Castellinaria, tratto dalla rubrica che teneva sulla rivista Vita Trentina, e che gli aveva procurato notorietà in regione. Nel periodo dal 1992 al 1995 insegna Arti visuali e Spettacolo al Liceo Musicale "Bonporti" di Trento. Nel 1986 con Sol inizia la sua carriera da monologhista, che prosegue nell'anno successivo con Castellinaria.
Tra il 2002 e il 2003 porta nei teatri di mezza Italia (Torino, Milano, Trento, Bolzano, Bergamo, Pordenone, Trieste, ecc.) il monologo Ciò che non si può dire - Il racconto del Cermis dello scrittore Pino Loperfido per il Teatro Stabile di Bolzano, regia di Paolo Bonaldi. Con la regia di Marco Bernardi invece ha recitato ne "La vedova scaltra" di Goldoni, "La professione della signora Warren" di Shaw e in un Ruzante: "Bilora" e il "Ritorno de Campo".
Nel 2005 ha recitato nel ruolo del padre di Alcide De Gasperi nel film De Gasperi - L'uomo della speranza per la regia di Liliana Cavani. Per gli audio-libri di La Repubblica, nel 2006 ha letto il racconto di Edgar Allan Poe Il cuore rivelatore. Per la stagione 2010-2011 ha portato in scena "Avevo un bel pallone rosso" di Angela Dematté, con la stessa Angela Dematté e la regia di Carmelo Rifici, prodotto dal Teatro Stabile di Bolzano e che sarà ripreso nella stagione 2011-2012. Per la stagione del teatro regionale 2011-12 allestisce un nuovo monologo satirico intitolato "Trentini&Trentoni". Nella stagione teatrale 2012-2013 è protagonista de "La Rosa bianca" di Lillian Groag, prima italiana, prodotto dal Teatro stabile di Bolzano per la regia di Carmelo Rifici, spettacolo che resta in cartellone, tra le altre date italiane, una settimana al Piccolo teatro Grassi di Milano. Per la stagione 2014-2015 scrive  "Sanguinare inchiostro" in occasione del centenario della prima guerra mondiale. Lo produce il teatro stabile di Bolzano e ne cura la regia Carmelo Rifici. Nel 2016 è nella compagnia Regionale che allestisce, per la regia di Bernardi, "La cucina" di Arnold Wesker. Nel 2018 è nel cast de "I cavalieri" di Aristofane, assieme ad Antonello Fassari e Fulvio Falzarano (con Michele Nani, Giancarlo Ratti, Loris Fabiani e Mario Sala) per la regia di Roberto Cavosi e, nel settembre dello stesso anno, è chiamato da Rifici a Lugano per reinterpretare la parte del padre in "Avevo un bel pallone rosso" della Dematté che il regista intende riproporre per il festival internazionale di teatro contemporaneo, questa volta vicino a Francesca Porrini. La successiva tournée tocca Torino, Milano, Napoli e molte altre città italiane per terminare a Brescia nel febbraio del 2019. Per la stagione 2019-2020 allestisce "La meraviglia" con la musica dal vivo di Emanuele Dell'Aquila e la consulenza alla regia di Leo Muscato.
È stato diretto da Marco Bernardi, Paolo Bonaldi, Antonio Caldonazzi, Liliana Cavani, Gabriele Cipollitti, Luciano Emmer, Sandro Gastinelli, Piero Maccarinelli, Roberto Marafante, Leo Muscato, Neri Parenti, Carmelo Rifici, Vittorio Moroni, Roberto Cavosi.

## Opere teatrali
- monologhi
  - Sol (1986)
  - Castellinaria (1987)
  - Oblò (1990)
  - Pio (1992)
  - Album (1995)
  - Filtro d'amor (1997)
  - Oblò 2000 (1998)
  - Cielo dipinto (2000)
  - La Panda e l'lupo (2003)
  - L'alpin che torna dala guera - El faina (2004)
  - Senza verun riguardo (2005)
  - 1950 (2006)
  - Parole incrociate (2008)
  - Trentini&Trentoni (2011)
  - Libere storie (2014)
  - Sanguinare inchiostro (2014)
  - Battisti Cesare, segni particolari: nessuno (2016)
  - La mia Iliade (2017)
  - La meraviglia (con Emanuele Dell'Aquila) 2019
  - Diario di bordo (2020)
  - Bocinbici (2020)
  - Frammenti 2020 (2020)
  - Ciao papà (2021)

## Filmografia
- De Gasperi - L'uomo della speranza Liliana Cavani (2005)
- Le flame del paradis (2006) Luciano Emmer
- Colpi di fulmine (2012) Neri Parenti
- Se chiudo gli occhi non sono più qui (2012) Vittorio Moroni
- Il caso Pantani (2019) Domenico Ciolfi